# Phat Girlz
Phat Girlz (Brasil: Garotas Formosas  / Portugal: Gordura é Formosura)é filme norte-americano de 2006 do gênero comédia,escrito e dirigida por Nnegest likke e estrelado por Mo'Nique.

## Sinopse
Jazmin Biltmore (Mo'Nique) é uma designer de moda plus size, que decide criar uma linha sensual para mulheres tamanho GG. Porém, ela não consegue financiamento para mesma. Cansada de sempre receber não como resposta, Jazmin é surpreendida ao ganhar uma viagem com tudo pago para um maravilhoso resort, onde acredita que encontrará o homem da sua vida.

## Elenco
- Mo'Nique como Jazmin Biltmore
- Raven Goodwin como Young Jazmin Biltmore
- Jimmy Jean Louis como Dr. Tunde Jonathan
- Godfrey como Akibo
- Kendra C. Johnson como Stacey
- Joyful Drake como Mia
- Dayo Ade como Goodwin
- Felix Pire como Ramón
- Charles Duckworth como Jack
- Jack Noseworthy como Richard "Dick" Eklund
- Eric Roberts como Robert Myer
- Crystal Rivers como Aimee

## Produção
O edifício utilizado para filmar a cena do FatAssBurger foi o Fatburger em Palm Springs, Califórnia. Ele está localizado perto do Aeroporto Internacional de PalmSprings.

## Bilheteria
Em sua semana de estreia, o filme arrecadou um total de $3,109,924 no Estados Unidos. A partir de 9 de julho, o filme já arrecadou um total de  $7,061,128 nos Estados Unidos. O filme é considerado para ser bem sucedido porque ele fez o seu orçamento de produção foi de $3 milhões. Ele só fez $340.762 no exterior e, portanto, só fez $7,401,890 em todo o mundo.

## Recepção
Comentários do filme foram, em geral negativa, conquistando 23% no Rotten Tomatoes, levando o consenso: "Embora Phat Girlz tem boas intenções, é desleixadamente feito e fino em risos. " O filme tem uma pontuação ligeiramente superior de 36/100 no Metacritic, indicando comentários "geralmente desfavoráveis".